# CA Alcoy
CA Alcoy, pełna nazwa Club Ajedrez Alcoy – hiszpański klub szachowy z siedzibą w Alcoy, mistrz kraju z 1965 roku.

## Historia
Klub został założony w listopadzie 1930 roku, jego pierwszym przewodniczącym został Fausto Pérez González. W 1935 roku klub wygrał Copa Presidente de la República. W połowie lat 30. w klubie gościli m.in. Aleksandr Alechin, George Koltanowski, Andor Lilienthal i Ored Karlin. Pod koniec lat 40. zawodnikiem CA Alcoy był Román Torán Albero. Zespół uczestniczył w drugiej edycji Primera División (1957), zajmując wówczas piąte miejsce. W 1962 roku zespół uzyskał szóste miejsce, w kolejnym – piąte, a w sezonie 1964 dziewiąte. W sezonie 1965 CA Alcoy zdobył mistrzostwo Hiszpanii. Skład drużyny stanowili wówczas Vicente Llorca, Eduardo Doménech, Tomás Lloréns, Ricardo Calvo, Fernando Iváñez i Jesús Díez del Corral. W 1966 roku zespół był dziewiąty w lidze, a w dwóch kolejnych sezonach dziesiąty i jedenasty. W 1971 roku w klubie gościł Bent Larsen, natomiast w 1986 roku zaproszenie od klubu na pokaz symultaniczny przyjął Garri Kasparow.